# Hermann Dreymann

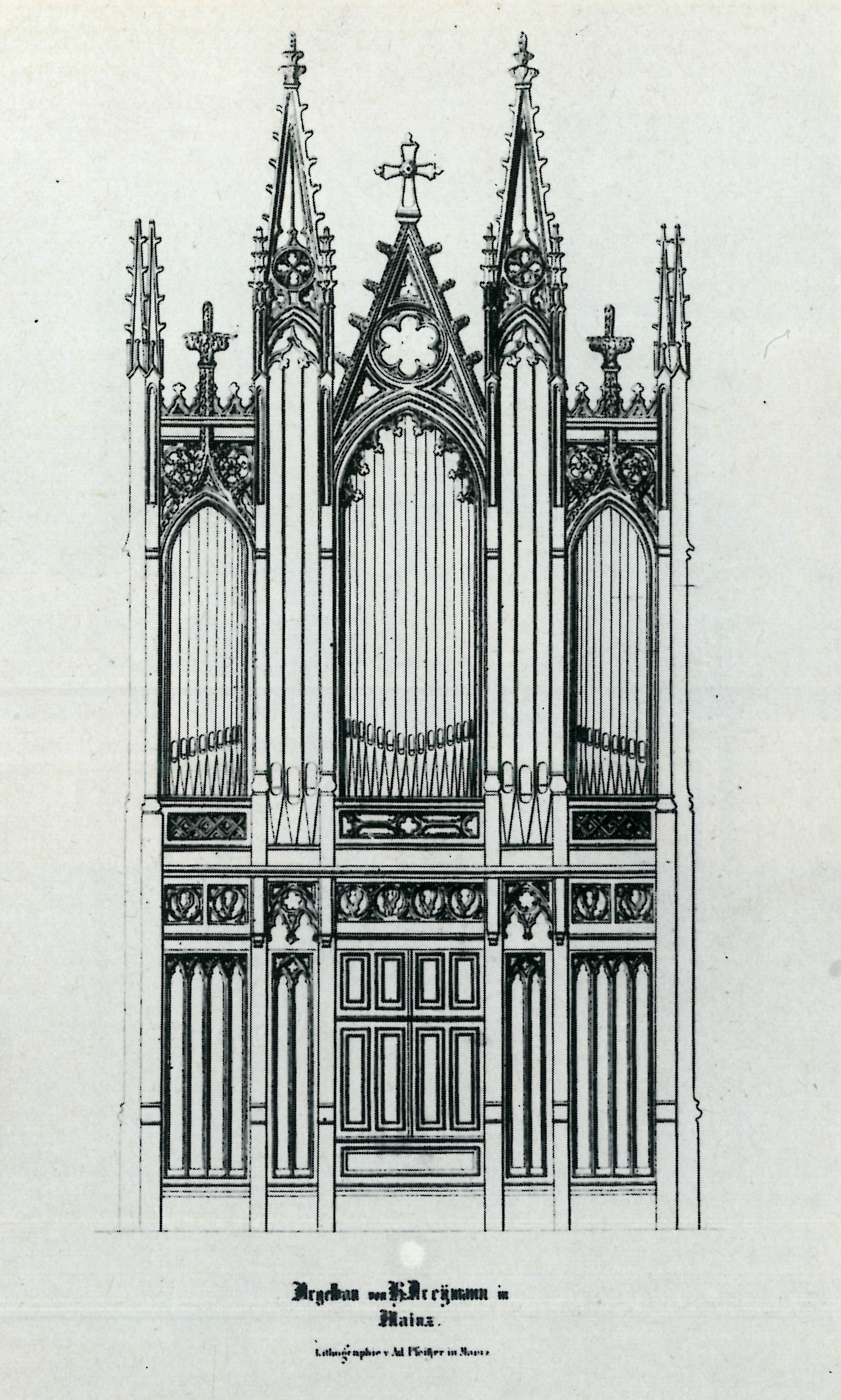
Neugotischer Prospektentwurf Dreymanns (1858)

Hermann Dreymann (* 1. März 1824 in Mainz; † 15. September 1862 in Langenschwalbach) war ein deutscher Orgelbauer.

## Leben
Hermann Dreymann erwarb im Jahr 1855 die Orgelbauwerkstatt seines Vaters Bernhard Dreymann in Mainz für 3000 Gulden. Zwei Wochen nach der Einweihung seiner Orgel in Kirdorf am 31. August 1862 verstarb Dreymann an einer Lungentuberkulose und überlebte seinen Vater um nur fünf Jahre. Die Orgelbaufirma wurde von Finkenauer & Embach übernommen und im Jahr 1877 aufgrund des wachsenden Konkurrenzdrucks aufgegeben.

## Werk
Dreymann ist dem romantischen Orgelbau zuzurechnen. Er schuf seine handwerklich gediegenen Werke vorzugsweise hinter neugotischen Prospekten. Gegenüber dem eingeschränkten Pedalumfang seines Vaters konzipierte er bei größeren zweimanualigen Instrumenten Pedalklaviaturen mit 27 Tasten (C–d1). Als klangliche Neuerung führte er auf dem zweiten Manual das geteilte Register Basson/Hautbois ein. In den wenigen Jahren als selbstständiger Orgelbauer entstanden 17 Orgelneubauten, die insgesamt über etwa 218 Register verfügten. Die hohe Produktivität erklärt sich durch standardisierte Gehäuse und Orgelteile sowie eine effiziente Arbeitsteilung in der Werkstatt. Schwerpunkt von Dreymanns Tätigkeit war der Mainzer Raum. Einzelne Werke entstanden in Frankreich (Fenain) und Belgien (Woubrechtegem).

## Nachgewiesene Werke
| Jahr      | Ort                 | Kirche                   | Bild | Manuale | Register | Bemerkungen                                                                                               |
| --------- | ------------------- | ------------------------ | ---- | ------- | -------- | --- |
| 1852–1853 | Gau-Bickelheim      | Pfarrkirche St. Martinus |      | II/P    | 19       | Zusammen mit seinem Vater; weitgehend erhalten                                                            |
| 1856      | Fenain              | Saint-André              |      |         |          | Zusammen mit seinem Vater                                                                                 |
| 1856      | Wackernheim         | Ev. Kirche               |      | I/P     | 9        | 1927 bei Orgelneubau wenige Dreymann-Register übernommen                                                  |
| 1856      | Woubrechtegem       | Sint-Martinuskerk        |      | I/P     | 7        | |
| 1858      | Mainz               | St. Stephan              |      | II/P    | 29       | 1942 zerstört                                                                                             |
| 1859      | Großholbach         | Heilige Dreifaltigkeit   |      | I/P     | 10       | Neubau; erhalten                                                                                          |
| 1858–1860 | Nieder-Saulheim     | Ev. Kirche               |      | I/P     | 10       | 1886 in neue Kirche übernommen; weitgehend erhalten                                                       |
| 1860      | Bingen              | Ev. Kirche               |      | II/P    | 15       | 1960 ersetzt                                                                                              |
| 1860      | Planig              | Ev. Kirche               |      | I/P     | 7        | 1913 Renovierungsumbau; erhalten                                                                          |
| 1861      | Mainz               | Dom                      |      | I/P     | 9        | zwei Jahre Notorgel für die Zeit der großen Domrenovierung, seit 1863 in Frei-Weinheim; Prospekt erhalten |
| 1861–1862 | Bad Homburg-Kirdorf | St.-Johannes-Kirche      |      | II/P    | 30       | Seine größte Orgel; 1965 restauriert und um ein Rückpositiv auf III/P/41 erweitert; weitgehend erhalten   |